# Lijst van nummer 1-hits in Nieuw-Zeeland in 2005
Deze hits stonden in 2005 op nummer 1 in de RIANZ Top 40, de bekendste hitlijst in Nieuw-Zeeland.
| Datum        | Artiest                           | Titel                     |
| ------------ | --------------------------------- | ------------------------- |
| 3 januari    | Snoop Dogg & Pharrell             | Drop It Like It's Hot     |
| 10 januari   | Snoop Dogg & Pharrell             | Drop It Like It's Hot     |
| 17 januari   | Snoop Dogg & Pharrell             | Drop It Like It's Hot     |
| 24 januari   | Savage & Soulja Boy Tell 'Em      | Swing                     |
| 31 januari   | Savage & Soulja Boy Tell 'Em      | Swing                     |
| 7 februari   | Savage & Soulja Boy Tell 'Em      | Swing                     |
| 14 februari  | Savage & Soulja Boy Tell 'Em      | Swing                     |
| 21 februari  | Savage & Soulja Boy Tell 'Em      | Swing                     |
| 28 februari  | Mario                             | Let Me Love You           |
| 7 maart      | Mario                             | Let Me Love You           |
| 14 maart     | Mario                             | Let Me Love You           |
| 21 maart     | Mario                             | Let Me Love You           |
| 28 maart     | Mario                             | Let Me Love You           |
| 4 april      | Savage & Akon                     | Moonshine                 |
| 11 april     | Savage & Akon                     | Moonshine                 |
| 18 april     | Savage & Akon                     | Moonshine                 |
| 25 april     | Savage & Akon                     | Moonshine                 |
| 2 mei        | Savage & Akon                     | Moonshine                 |
| 9 mei        | Savage & Akon                     | Moonshine                 |
| 16 mei       | Savage & Akon                     | Moonshine                 |
| 23 mei       | The Black Eyed Peas               | Don't Phunk with My Heart |
| 30 mei       | The Black Eyed Peas               | Don't Phunk with My Heart |
| 6 juni       | The Black Eyed Peas               | Don't Phunk with My Heart |
| 13 juni      | Akon                              | Lonely                    |
| 20 juni      | Akon                              | Lonely                    |
| 27 juni      | Akon                              | Lonely                    |
| 4 juli       | Akon                              | Lonely                    |
| 11 juli      | Akon                              | Lonely                    |
| 18 juli      | Crazy Frog                        | Axel F                    |
| 25 juli      | Crazy Frog                        | Axel F                    |
| 1 augustus   | Crazy Frog                        | Axel F                    |
| 8 augustus   | Crazy Frog                        | Axel F                    |
| 15 augustus  | Crazy Frog                        | Axel F                    |
| 22 augustus  | The Pussycat Dolls & Busta Rhymes | Don't Cha                 |
| 29 augustus  | Crazy Frog                        | Axel F                    |
| 5 september  | Crazy Frog                        | Axel F                    |
| 12 september | Crazy Frog                        | Axel F                    |
| 19 september | Crazy Frog                        | Axel F                    |
| 26 september | Crazy Frog                        | Axel F                    |
| 3 oktober    | Crazy Frog                        | Axel F                    |
| 10 oktober   | Rihanna                           | Pon de Replay             |
| 17 oktober   | Crazy Frog                        | Popcorn                   |
| 24 oktober   | Rosita Vai                        | All I Ask                 |
| 31 oktober   | Rosita Vai                        | All I Ask                 |
| 7 november   | Mattafix                          | Big City Life             |
| 14 november  | Kanye West & Jamie Foxx           | Gold Digger               |
| 21 november  | Kanye West & Jamie Foxx           | Gold Digger               |
| 28 november  | Kanye West & Jamie Foxx           | Gold Digger               |
| 5 december   | Crazy Frog                        | Jingle Bells              |
| 12 december  | Crazy Frog                        | Jingle Bells              |
| 19 december  | Crazy Frog                        | Jingle Bells              |
| 26 december  | Crazy Frog                        | Jingle Bells              |